# Adaptív stratégiaválasztási modell
Az Adaptív stratégiaválasztási modell (Robert S. Siegler és Christopher Shipley, 1995) alapvetően matematikai feladatok megoldására létrehozott, majd problémamegoldásra általánosított modell, amely azt modellezi, hogy hogyan választjuk ki az adott probléma megoldására legjobban megfelelő stratégiát, illetve hogyan változik, fejlődik a stratégiaválasztásunk.

## Előzmények
A gyerekek sok stratégiára rájönnek, amivel összeadni-kivonni lehet, és ezeket adekvátan, gazdaságosan használják, mikor melyik a legelőnyösebb. Mindez még az iskola előtt megtörténik. Az iskolában még több stratégiát nyújtanak, és explicit szabályokat az alkalmazásukra. Továbbá a szorzási stratégiát is megtanítják a gyerekeknek. 
A korábbi kutatások közül kevés vizsgálja aszerint a teljesítményt, hogy milyen stratégiát alkalmaz a személy. Általában azt feltételezik, hogy mindenki ugyanúgy oldja meg az adott feladatot. Azonban több kutatás kimutatta, hogy fejlődés mutatható ki abban, ahogyan a gyerek és a felnőtt áll hozzá a problémához. Ez a fejlődés abban áll, hogy a felnőtt jobban tudja illeszteni saját stratégiáit a feladat követelményeihez.
A stratégia megállapításának vizsgálatára vagy retrospektív módszert alkalmaznak: a feladat végén rákérdeznek, hogy hogyan csinálta a feladatot; és/vagy hibázási mintázatok illetve a reakcióidő alapján vontak le következtetéseket.

## A Lemaire és Siegler-modell
Patrick Lemaire és Robert Siegler az 1990-es években alkották meg számítógépes szimulációs modelljüket; ők alapvetően a szorzásra koncentráltak. A szorzási feladatokat alapvetően emlékezeti előhívással oldják meg mind a gyermekek, mind a felnőttek (ld. Szorzási stratégia. A gyerekek mondókaként tanulják meg a szorzótáblát, amit aztán hasonló formátumban hívnak elő kezdetben (például: egyszerhétazhét, kétszerhétaztizennégy, háromszorhéthuszonegy stb.). Korábbi, az előhívásos előtti, tipikusan gyermekekre jellemző stratégiák is léteznek, ilyen például az összeadás (4+4+4+4= 4*4), ezek elsősorban kis számoknál működnek. Lemaire-ék modellje azt térképezi fel, hogy a stratégiáknak milyen jellemzői változnak a fejlődés folyamán, ha a teljesítményt a használt stratégiához kötjük.
1. stratégiák repertoárja: stratégiák széles köréből választhatjuk ki a megfelelőt. Általában azt várjuk, hogy a fejlődés során lineárisan bővül a stratégiák száma, de lehetnek olyan stratégiák is, amelyek eltűnnek (például a „Nem tudom” stratégia).
2. stratégiák eloszlása: az a gyakoriság, amellyel bizonyos stratégiák alkalmazása megfigyelhető az egyén fejlődése során. Egy stratégia megjelenhet viszonylag korán, de lehet, hogy csak bizonyos feladatokban alkalmazzuk eleinte.
3. stratégia kivitelezésének hatékonysága: adott stratégiát egyre gyorsabban, egyre hibátlanabbul tudjuk kivitelezni.
4. stratégiaszelekció: hogyan választja ki az egyén az adott feladatban alkalmazott stratégiáját. Jellemző, hogy egyre jobban illeszkedik a választott stratégia a feladat sajátosságaihoz (rugalmas stratégiaváltás).

- Megfigyelték, hogy egy bizonyos feladat megoldásában egy ideig nő a stratégiák száma, de aztán lesz egy pont, ahonnan ki tudja választani a feladathoz legjobban illeszkedő stratégiát, és ezután elsősorban ezt alkalmazza.
- Fordított U alakú görbe jellemző: először növekszik a stratégiaszám, ezt követően pedig lecsökken, ahogy fixálódik a stratégia.

### Példa: Összeadási stratégia
A kezdetekben a gyerekek külső tárgy segítségével végzik el az összeadást, ha nincs tárgy, akkor az ujjukat használják. Az összeadási stratégia fejlődése röviden:
- Counting All stratégia (vagy rekurzív módszer): 3-4 évesekre jellemző, a gyerek egyesével hozzárendeli a tárgyakat a számszavakhoz, utána az egész halmazt újra leszámolja egyesével.
- Counting On stratégia: A gyerek ujjai segítségével számolja ki az eredményt. Ha 3+2=? kell kiszámolnia, kinyitja mindhárom ujját, majd anélkül, hogy visszacsukná őket, hozzáad kettőt úgy, hogy továbbszámol. Eközben azt is számolja, hogy mennyit számolt tovább. Ez nehéz stratégiának számít, így nem is tudnak vele jó eredményre jutni.
- Counting on from the large (vagy minimum stratégia): 5-6 éves korban jellemző, a gyerek a nagyobb számtól indul, tehát a 3+5=? Műveletben felcseréli a számokat, vagyis veszi a nagyobb számot, és onnét kezdi a számolást: 5 + 6… 7…8.

A minimum stratégia elsajátítása után már nincs szükség ujjakra, ugyanezt a stratégiát már szóban is el tudják végezni a gyerekek.
- Verbális asszociációs tanulás: ez nagy ugrást jelent, az összeadás végeredményét emlékezetből idézi fel a gyerek.

### Példa: Szorzási stratégia – miért nehéz szorozni?
A szorzási stratégiát kevesen alkalmazzák a szorzótábla elsajátítása után közvetlenül, de használata idővel nő. A kilencévesek 6%-a már következetesen használja, a felnőtteknél ez az arány 65%.
Egy szorzási feladat esetén a leggyorsabb stratégia az előhívás. A nehezebbek szorzásokat, például 7x8 vagy 8x9 több mint két másodpercbe telik megoldani, és négy esetből egyszer hibázunk. Igazából, mivel a műveletek felcserélhetőek, összesen 45 összeadást és 36 szorzást kéne fejben tartanunk. Ez azért annyira nehéz, mert a számtani tények nem önkényesek és nem függetlenek egymástól: Hamis szabályosságok vannak bennük, félrevezető ritmusok, rímek, ugyanazok az elemek ismétlődnek, stb. – ezek okozzák a nehézséget. Továbbá az is nehezíti a feladatmegoldást, hogy aktiválódnak a részben átfedő hálózatok is, vagyis az, hogy a különböző műveletek milyen eredményre vezetnek. A magyarázat az, hogy az emberi emlékezet asszociatív: különböző adatok között többszörös kapcsolatokat épít ki, így töredékes infó alapján is megy az előhívás. Ez amúgy nagyon előnyös, csak például a szorzótáblánál olyan hibákhoz vezet, mint hogy összekeverjük a 7x6 eredményét a 7 + 6-éval, vagy a 7x5-ével, mert ezek reprezentációi az asszociáció miatt szintén aktiválódnak a 7x6 láttán. Ezt az is bizonyítja, hogy a hibák sosem olyan számok, amik amúgy nem szerepelnek eredményként a szorzótáblában, hanem olyanok, amik szerepelnek, csak egy másik szorzás eredményeként (7x8-ra nem mondjuk, hogy 55, pedig az csak 1 egység távolságra van az 56-tól, de a 48 vagy a 63 lehetséges hibák; általában ugyanabból a sorból vagy oszlopból származnak a hibák, amiben a kérdéses szorzás is van).

## Adaptív stratégiaválasztási modell
Számítógépes szimulációs-modell. 3 adatbázis (probléma, stratégiák és válaszok) alapján meghatározza, hogy egy adott stratégia hogyan kapcsolódik adott problémához. Az újdonsága az előző modellhez képest abban rejlik, hogy különböző információkat használ ahhoz, hogy megváltoztassa az adatbázist a stratégia, a probléma, illetve a kettő interakciója segítségével. 
- általános szinten milyen hatékony egy stratégia (globális adat)
- a stratégia jellemző gyorsasága és pontossága (tulajdonság adat)
- adott feladattípusnál mennyire hatékony egy stratégia (probléma-specifikus adat)
- a múltban milyen gyakran használta adott stratégiát hasonló problémánál (újdonságérték). Ha van egy hatékony stratégia, akkor nehéz új stratégiát bevezetni. Például ha egy gyerek az összeadás tanulásánál eredményesen és következetesen tudja használni már az összeadás stratégiát, miért térne át ezek után a minimum stratégiára? Az ASCM újdonságpontokat tulajdonít az újonnan felfedezett stratégiáknak. Ezek az értékek időlegesen hozzáadódnak az új stratégia erejéhez, és arra késztetik a gyereket, hogy ezt használja, még akkor is, ha addig nem vagy kevés sikerélménye volt vele. Minden egyes alkalommal, amikor a gyermek újra használja ezt az új stratégiát, az veszít újdonság erejéből, ám információt kapunk gyorsaságáról és pontosságáról. Ez vezet ahhoz, hogy a stratégia alkalmazásának valószínűsége megnövekszik, mivel nő az adatbázisunk annak hatékonyságától.

Amennyiben problémával találkozunk, az ASCM a stratégiák gyorsaságát, a pontosságát és újdonságértékét használja arra, hogy megállapítsa, egy konkrét stratégia mennyire jó a probléma megoldására. Abban az esetben, ha egy stratégiát még sosem használtunk egy adott probléma megoldására, az ASCM-modell szerint csak a globális és tulajdonság adatokra támaszkodunk. Ha egy stratégiát sosem használtuk az adott vagy bármilyen hasonló tulajdonságú probléma megoldására, akkor csak a globális adatokat vesszük figyelembe.

## Lásd még
- A számolás fejlődése gyerekeknél

## Kiegészítő irodalom
- Igács, János, Karolina Janacsek, Attila Krajcsi (2008. december 1.). „A Numerikus Feldolgozás és Számolás Teszt (NFSZT) magyar változata” (magyar nyelven). Magyar Pszichológiai Szemle 63 (4), 633-650. o, Kiadó: Akadémiai Kiadó. DOI:10.1556/MPSzle.63.2008.4.2. ISSN 1588-2799 0025-0279, 1588-2799.